# UCI Women's World Tour 2017

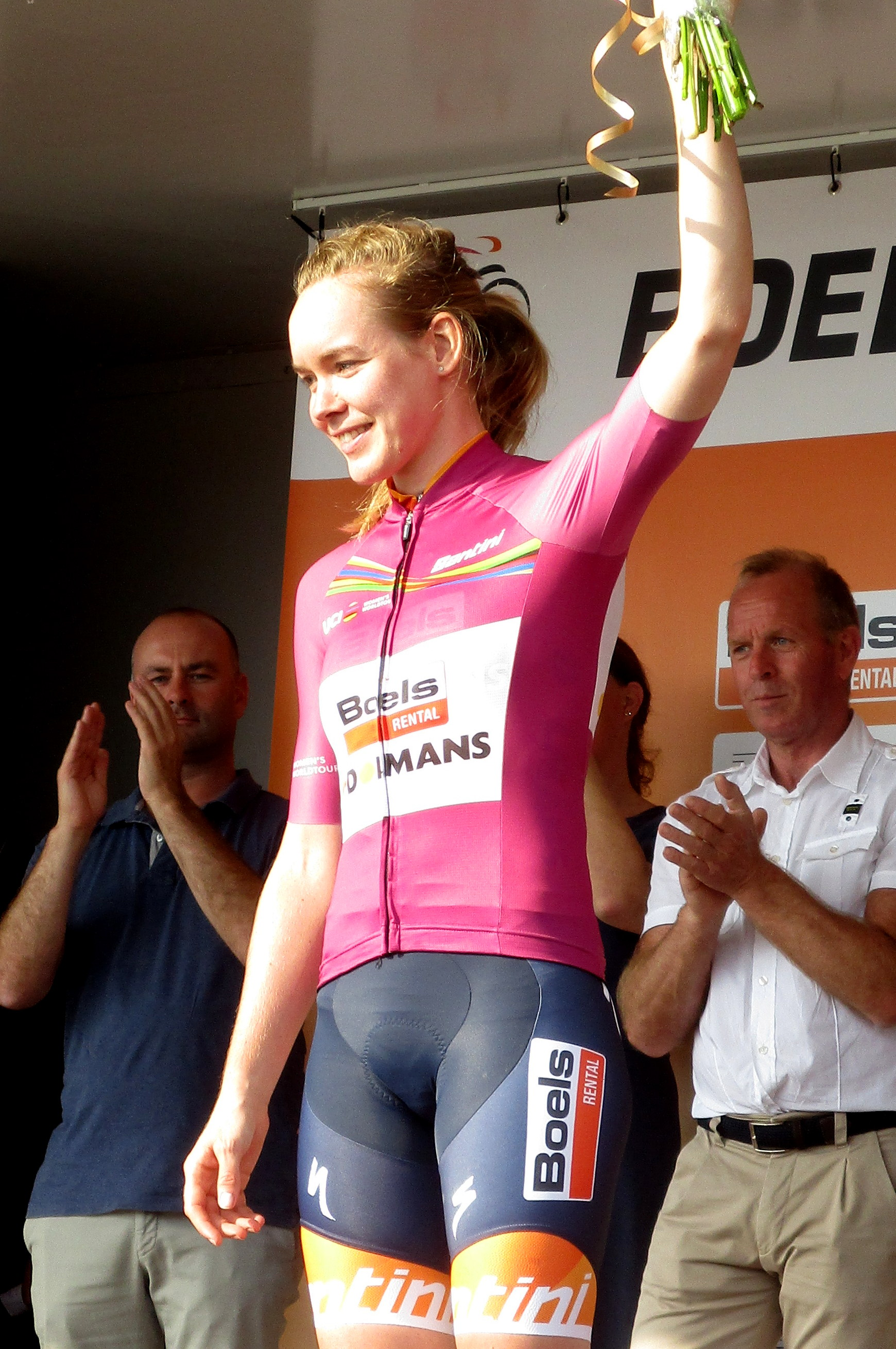
Winnares Anna van der Breggen.

De UCI Women's World Tour 2017 is de tweede editie van deze internationale wielerwedstrijdcyclus voor vrouwen, georganiseerd door de UCI. Ten opzichte van 2016 wordt de World Tour uitgebreid met twee bestaande rittenkoersen en twee nieuwe klassiekers.
Na afloop van de eerste editie van de World Tour werd bekend dat de voorjaarsklassiekers Amstel Gold Race en Luik-Bastenaken-Luik in 2017 ook een vrouwenwedstrijd kregen. Op 18 oktober 2016 maakte de ASO, tegelijk met de presentatie van de Ronde van Frankrijk 2017, ook de vernieuwing van La Course bekend. Deze zal niet meer, zoals de eerste drie jaren, op de Champs Élysées betwist worden, maar wordt een tweedaagse bestaande uit een etappe in de Alpen, gevolgd door een achtervolgingstijdrit tussen de beste 20 rensters. Deze maakt, samen met de twee nieuwe klassiekers en de reeds bestaande Holland Ladies Tour en Ladies Tour of Norway deel uit van de tweede jaargang van de World Tour, die op 15 oktober 2016 door de UCI gepresenteerd werd. In januari 2017 werd bekend dat de Philadelphia Cycling Classic, die op de kalender stond voor 4 juni, dit jaar niet georganiseerd zal worden.

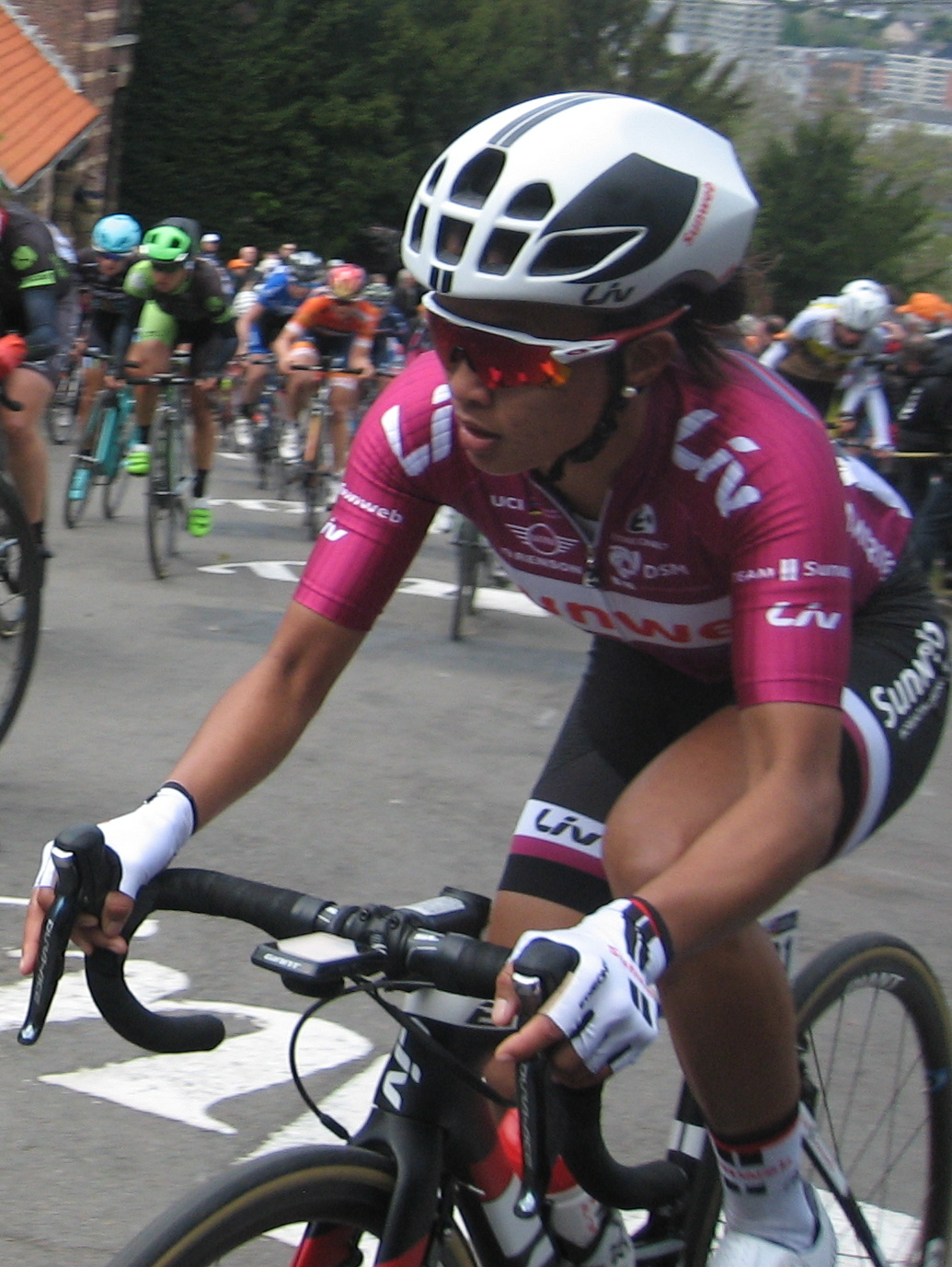
Coryn Rivera in de paarse leiderstrui in de Waalse Pijl 2017.

Net als in 2016 worden de beste 20 ploegen automatisch uitgenodigd voor eendagswedstrijden. Voor meerdaagse rittenkoersen zijn dit de beste 15 teams, volgens een lijst die aan het begin van het jaar is opgemaakt, zie onderstaande tabel.
| Top 15          | Top 15           | Top 15                             | 16-20               |
| --------------- | ---------------- | ---------------------------------- | ------------------- |
| Boels Dolmans   | Orica-Scott      | BePink                             | BTC City Ljubljana  |
| Wiggle High5    | Cervélo-Bigla    | Hitec Products                     | Lotto Soudal Ladies |
| WM3 Pro Cycling | Alé Cipollini    | Lares-Waowdeals                    | Astana Women's Team |
| Team Sunweb     | Cylance          | Lensworld-Kuota                    | Team Tibco          |
| Canyon-SRAM     | Team VéloConcept | FDJ Nouvelle-Aquitaine Futuroscope | Servetto Giusta     |

## Overzicht

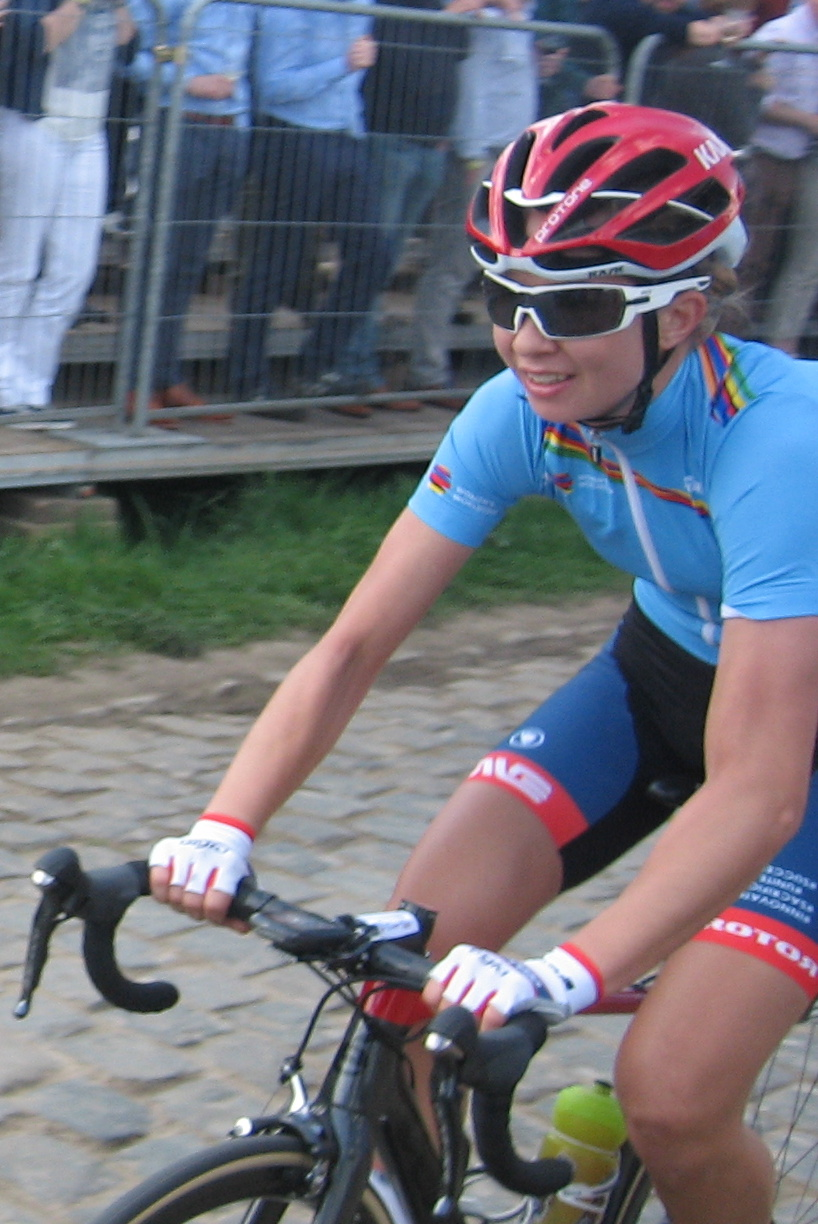
Uttrup Ludwig in de jongerentrui

De eerste vier wedstrijden werden gewonnen door vier verschillende rensters, uit vier verschillende landen en van vier verschillende ploegen. Elisa Longo Borghini (Wiggle High5) droeg de (sinds dit jaar paarse) leiderstrui totdat Coryn Rivera (Team Sunweb) haar tweede zege boekte met de Ronde van Vlaanderen. Het eerste Ardense drieluik kende drie keer hetzelfde podium, waarna Annemiek van Vleuten (Orica-Scott) in Luik de trui overnam door haar vele ereplaatsen in de voorjaarsklassiekers. De trui veranderde wederom van schouders na The Women's Tour, die gewonnen werd door Katarzyna Niewiadoma (WM3) na een lange solo in de eerste etappe. Door de eindzege in de Amgen Tour of California en de Giro Rosa trok Anna van der Breggen (Boels Dolmans) definitief het laken naar zich toe. Van Vleuten kwam met winst in La Course (op de Col d'Izoard) en de Boels Ladies Tour - de eerste etappekoers in haar eigen land - tot op 27 punten van Van der Breggen op de tweede plaats, boven Niewiadoma. Deze laatste was een jaar eerder met voorsprong de beste jongere. Die eer ging deze keer naar Cecilie Uttrup Ludwig (Cervélo-Bigla); zij had meer dan drie keer zoveel punten als de nummers twee en drie, Alice Barnes en Amalie Dideriksen, met beide 16 punten. Het ploegenklassement werd wederom met grote voorsprong gewonnen door Boels Dolmans.
| Datum          | Wedstrijd                         | Winnares             | Ploeg         | Leidster             |
| -------------- | --------------------------------- | -------------------- | ------------- | -------------------- |
| 4 maart        | Strade Bianche                    | Elisa Longo Borghini | Wiggle High5  | Elisa Longo Borghini |
| 11 maart       | Ronde van Drenthe                 | Amalie Dideriksen    | Boels Dolmans | Elisa Longo Borghini |
| 19 maart       | Trofeo Alfredo Binda              | Coryn Rivera         | Team Sunweb   | Elisa Longo Borghini |
| 26 maart       | Gent–Wevelgem in Flanders Field   | Lotta Lepistö        | Cervélo-Bigla | Elisa Longo Borghini |
| 2 april        | Ronde van Vlaanderen              | Coryn Rivera         | Team Sunweb   | Coryn Rivera         |
| 16 april       | Amstel Gold Race                  | Anna van der Breggen | Boels Dolmans | Coryn Rivera         |
| 19 april       | Waalse Pijl                       | Anna van der Breggen | Boels Dolmans | Coryn Rivera         |
| 23 april       | Luik-Bastenaken-Luik              | Anna van der Breggen | Boels Dolmans | Annemiek van Vleuten |
| 5-7 mei        | Tour of Chongming Island          | Jolien D'Hoore       | Wiggle High5  | Annemiek van Vleuten |
| 11-14 mei      | Amgen Tour of California          | Anna van der Breggen | Boels Dolmans | Anna van der Breggen |
| 4 juni         | Philadelphia Int. Cycling Classic | geannuleerd          | geannuleerd   | Anna van der Breggen |
| 7-11 juni      | OVO Energy Women's Tour           | Katarzyna Niewiadoma | WM3           | Katarzyna Niewiadoma |
| 30 juni-9 juli | Giro d'Italia Int. Femminile      | Anna van der Breggen | Boels Dolmans | Anna van der Breggen |
| 20 juli        | La Course by Le Tour de France    | Annemiek van Vleuten | Orica-Scott   | Anna van der Breggen |
| 29 juli        | Prudential Ride London            | Coryn Rivera         | Team Sunweb   | Anna van der Breggen |
| 11 augustus    | Open de Suède Vårgårda (TTT)      | Boels Dolmans        | Boels Dolmans | Anna van der Breggen |
| 13 augustus    | Open de Suède Vårgårda            | Lotta Lepistö        | Cervélo-Bigla | Anna van der Breggen |
| 17-20 augustus | Ladies Tour of Norway             | Marianne Vos         | WM3           | Anna van der Breggen |
| 26 augustus    | GP de Plouay-Bretagne             | Elizabeth Deignan    | Boels Dolmans | Anna van der Breggen |
| 29 aug-3 sep   | Boels Rental Ladies Tour          | Annemiek van Vleuten | Orica-Scott   | Anna van der Breggen |
| 10 september   | La Madrid Challenge by La Vuelta  | Jolien D'Hoore       | Wiggle High5  | Anna van der Breggen |

## Puntentelling

Leiderstrui in Women's World Tour

Jongerentrui Women's World Tour

### Individueel klassement
De nummers één tot en met twintig behalen punten in zowel de eendagskoersen als voor het eindklassement in de etappewedstrijden.
| Plaats | 1e  | 2e  | 3e | 4e | 5e | 6e | 7e | 8e | 9e | 10e | 11e | 12e | 13e | 14e | 15e | 16e | 17e | 18e | 19e | 20e |
| Punten | 120 | 100 | 85 | 70 | 60 | 50 | 40 | 35 | 30 | 25  | 20  | 18  | 16  | 14  | 12  | 10  | 8   | 6   | 4   | 2   |

In de ploegentijdrit ontvangen de renster van de 20 beste ploegen punten, mits ze tegelijk met de 4e finishen.
| Plaats | 1e | 2e | 3e | 4e | 5e | 6e | 7e | 8e | 9e | 10e | 11e | 12e | 13e | 14e | 15e | 16e | 17e | 18e | 19e | 20e |
| Punten | 35 | 30 | 25 | 20 | 16 | 15 | 14 | 13 | 12 | 11  | 10  | 9   | 8   | 7   | 6   | 5   | 4   | 3   | 2   | 1   |

In de meerdaagse rittenkoersen zijn per etappe de volgende punten te behalen.
| Plaats | 1e | 2e | 3e | 4e | 5e | 6e | 7e | 8e | 9e | 10e |
| Punten | 25 | 20 | 18 | 16 | 14 | 12 | 10 | 8  | 6  | 4   |

### Jongerenklassement
Elke wedstrijd behalen de eerste drie jongeren (onder 23 jaar aan het begin van het seizoen) respectievelijk 6, 4 en 2 punten.

### Ploegenklassement
Per ploeg worden de punten van de vier beste rensters opgeteld, plus de punten verdiend in de ploegentijdrit in Zweden, waar de 20 beste ploegen de volgende punten behalen.
| Plaats | 1e  | 2e  | 3e  | 4e | 5e | 6e | 7e | 8e | 9e | 10e | 11e | 12e | 13e | 14e | 15e | 16e | 17e | 18e | 19e | 20e |
| Punten | 140 | 120 | 100 | 80 | 64 | 60 | 56 | 52 | 48 | 44  | 40  | 36  | 32  | 28  | 24  | 20  | 16  | 12  | 8   | 4   |

## Eindklassementen
| №  | Individueel klassement | Punten |
| -- | ---------------------- | ------ |
|    | Anna van der Breggen   | 1.016  |
|    | Annemiek van Vleuten   | 989    |
|    | Katarzyna Niewiadoma   | 856    |
| 4  | Coryn Rivera           | 803    |
| 5  | Elisa Longo Borghini   | 630    |
| 6  | Jolien D'Hoore         | 626    |
| 7  | Elizabeth Deignan      | 623    |
| 8  | Ellen van Dijk         | 614    |
| 9  | Lotta Lepistö          | 518    |
| 10 | Chloe Hosking          | 457    |

| №  | Jongerenklassement (-23) | Punten |
| -- | ------------------------ | ------ |
|    | Cecilie Uttrup Ludwig    | 52     |
|    | Alice Barnes             | 16     |
|    | Amalie Dideriksen        | 16     |
| 4  | Susanne Andersen         | 12     |
| 5  | Lisa Klein               | 12     |
| 6  | Lotte Kopecky            | 12     |
| 7  | Anna Christian           | 10     |
| 8  | Demi de Jong             | 8      |
| 9  | Nikola Nosková           | 8      |
| 10 | Sofia Beggin             | 8      |
| 11 | Juliette Labous          | 8      |
| 12 | Floortje Mackaij         | 8      |
| 13 | Sofia Bertizzolo         | 8      |

| №  | Ploegenklassement   | Punten |
| -- | ------------------- | ------ |
|    | Boels Dolmans       | 3.273  |
|    | Team Sunweb         | 2.153  |
|    | Wiggle High5        | 1.824  |
| 4  | Orica-Scott         | 1.821  |
| 5  | Canyon-SRAM         | 1.505  |
| 6  | WM3                 | 1.414  |
| 7  | Cervélo-Bigla       | 1.228  |
| 8  | Alé Cipollini       | 994    |
| 9  | Cylance             | 763    |
| 10 | FDJ N-A Futuroscope | 662    |